# ココロツタエ
「ココロツタエ」は2004年12月16日に発売された夏川りみのシングル。

## 概要
作詞・作曲は谷村新司によって行われ、谷村自身のセルフカバーも存在する。NHKの愛・地球博の関連放送のテーマソングに選出され、第47回日本レコード大賞の金賞受賞作品でもある。

## 収録曲
1. ココロツタエ
  - 作詞・作曲：谷村新司／作曲：千住明
2. 空のように 海のように
  - 作詞：松井五郎／作曲・編曲：京田誠一
3. ココロツタエ（Instrumental Version）
4. 空のように　海のように（Instrumental Version）